# عنكبوت طويل القوائم
عنكبوت طويل القوائم أو عنكبوت الأقباء (الاسم العلمي: Pholcus)، جنس عناكب من فصيلة قوسيات القوائم. يضم 321 نوعًا مقبولًا وفقًا لدليل عناكب العالم لعام 2016.